# اردوگاه آشویتس (فیلم)
«اردوگاه آشویتس» (انگلیسی: Auschwitz (film)) فیلمی در ژانر درام است که در سال ۲۰۱۱ منتشر شد.